# Eugeniusz Kapłaniak
Eugeniusz Kapłaniak (ur. 3 stycznia 1934 w Szczawnicy, zm. 1 lutego 2008 w Hamilton) – polski kajakarz górski, medalista mistrzostw świata, wielokrotny mistrz Polski.

## Życiorys
Był zawodnikiem OWKS Bydgoszcz i KS Pieniny w Szczawnicy.
Na slalomowych mistrzostwach świata w 1957 zajął razem z Bronisławem Warusiem i Władysławem Piecykiem 4. miejsce w konkurencji F-1 x 3, a indywidualnie zajął 29. miejsce. W tej samej konkurencji w 1961 zdobył brązowy medal (z Janem Niemcem i Władysławem Piecykiem), a indywidualnie zajął 6. miejsce. Na mistrzostwach świata w 1963 zdobył srebrny medal w konkurencji F-1 x 3 (z Bronisławem Warusiem i Władysławem Piecykiem), a indywidualnie zajął 14. miejsce. W 1965 zajął 28. miejsce indywidualnie w konkurencji K-1, a jego zespół nie stanął na starcie konkurencji K-1 x 3 z uwagi na awarię sprzętu. Na mistrzostwach świata w 1967 startował tylko indywidualnie, zajął 30. miejsce. Na mistrzostwach świata w zjeździe kajakowym w 1961 zajął 12. miejsce indywidualnie, w 1963 9. miejsce indywidualnie i 5. miejsce w konkurencji F-1 x 3, w 1967 38. miejsce indywidualnie i 9. w konkurencji K-1 x 3.
Podczas górskich mistrzostw Polski wywalczył dziewięć złotych medali: w 1955, 1956, 1957, 1958 w wyścigu długodystansowym (F-2), w 1960 i 1962 w kombinacji (wyścig długodystansowy + slalom, F-2), w 1964 w konkurencji R-1 w wyścigu długodystansowym i konkurencji F-1 (kombinacja), w 1965 w konkurencji F-1 (kombinacja), w 1968 w konkurencji C-1 (wyścig długodystansowy i kombinacja). Podczas mistrzostw Polski w slalomie kajakowym zwyciężył indywidualnie w 1956 oraz 1966.
Po zakończeniu kariery sportowej wyjechał do Kanady i tam został pochowany.
Jego kuzynem był Stefan Kapłaniak.